# Champniers (Charente)
Champniers è un comune francese di 5 305 abitanti situato nel dipartimento della Charente, nella regione della Nuova Aquitania.

## Società

### Evoluzione demografica
Abitanti censiti